# 그리스 수학

에우클레이데스의 피타고라스 정리 증명

그리스 수학(Greek mathematics)은 헬레니즘과 로마 제국 시기의 고졸기에 뿌리를 두고 있는 수학이다. 그리스의 수학자들은 이탈리아에서부터 북아프리카에 이르는, 지중해 동부에 주로 거주했으나 그리스 문화와 그리스어에 융합되었다. 수학의 영단어 매스매틱스(mathematics)는 고대 그리스어 máthēma에서 비롯된 것으로, "제도의 주제"를 의미한다.